# Barrskogsnunna
Barrskogsnunna (Lymantria monacha) är en till familjen tofsspinnare hörande fjäril, som gjort sig bekant som en svår skadeinsekt på skog.

## Kännetecken
Framvingarna är vita med svarta sick-sackformiga tvärlinjer och bakvingarna gråaktiga. Bakkroppen är gråvit med svarta fläckar och mer eller mindre utbredd ljusröd färg. Pannspröten är hos båda könen dubbelkammade, hos hannen med långa fransliknande, hos honan med korta kamtänder. Vingbredden är hos hannen 33 till 45 millimeter, hos honan 45 till 55 millimeter. Larven är gråbrunaktig och glest långhårig samt har längs ryggen ett mörkt band, som på kroppssegmenten 7, 8 och 9 är utvidgad och omfattar en vit eller ljusgrå fläck. Puppan är mörkbrun med gulvita eller rödaktiga hårpenslar.

♀
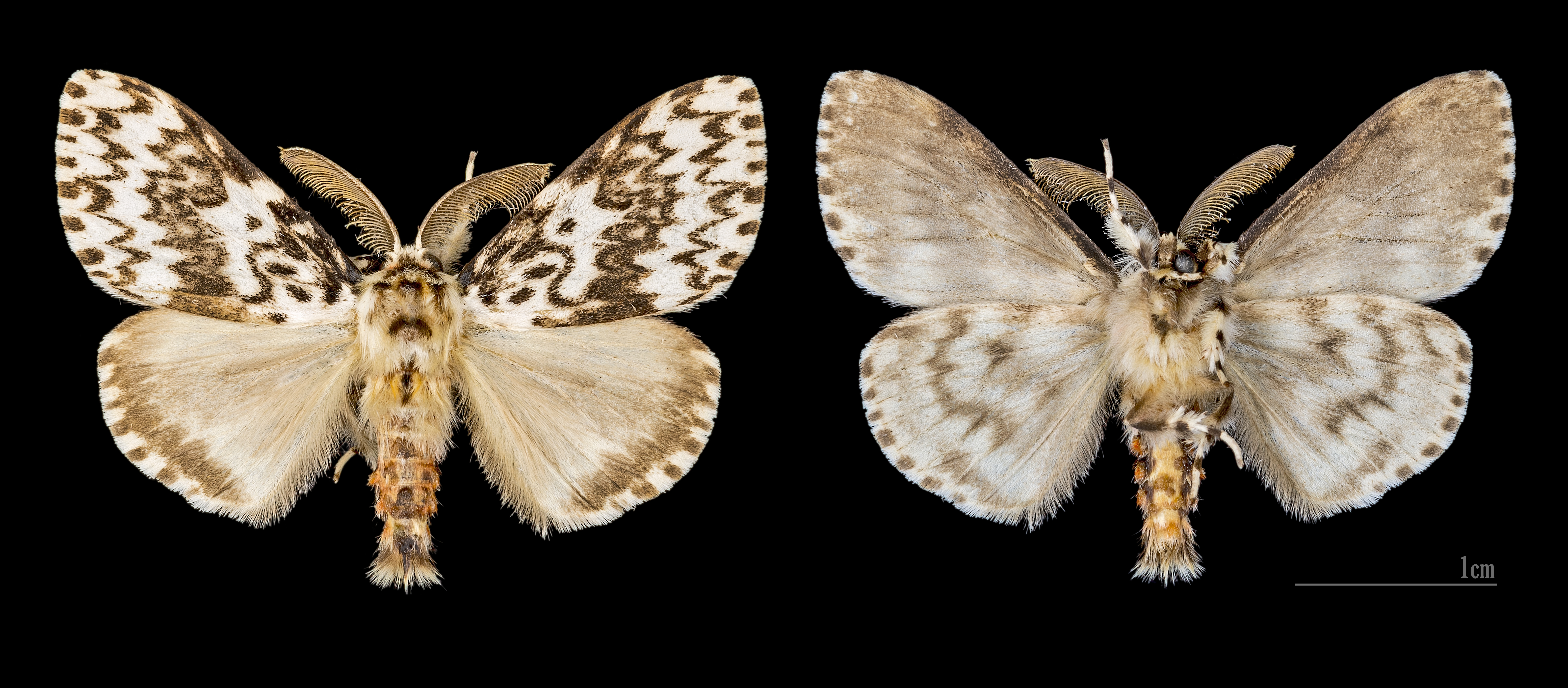
♂

## Utbredning
Artens utbredningsområde sträcker sig från norra delen av Iberiska halvön över Väst- och Centraleuropa (inklusive södra England) till tempererade regioner i östra Asien. Utbredningsområdets norra gräns går mellan Oslo, Uppsala, Sankt Petersburg samt Perm och fortsättar mellan 43:e och 57:e norra bredgraden till Japan. Södra gränsen sträcker sig från mellersta Spanien över Korsika, norra Grekland och Turkiets europeiska del till Svarta havet.

## Levnadssätt
Flygtiden infaller i Sverige i augusti och fjärilen är huvudsakligen i rörelse om natten. Honan lägger på trädstammarna omkring 200 ägg, som utplaceras i högar om 20 på 50 stycken, vanligen i barkspringor och under barkfjäll. Äggen övervintrar och kläcks följande år i maj. Före första hudömsningen håller de nykläckta larverna ihop i sällskap, så kallade "larvspeglar", så benämnda på grund av de tätt sittande larvernas blanka, glänsande huvud.
Efter hudömsningen går larverna uppför stammen och skingra sig i kronan för att börja sitt ätande. Larvtiden varar i 9 till 10 veckor, och larven undergår fyra hudömsningar, varefter förpuppningen inträder. Denna sker vanligen i någon barkspringa, och larven spinner dessförinnan några trådar kring sig, vilka kvarhålla puppan i dess läge. Efter omkring tre veckor utkläckes fjärilen. Sedan en massförökning av barrskogsnunnan med åtföljande, härjning av skogen pågått ett till tre år, börjar vanligen visa sig en, av allt att döma, smittsam sjukdom hos larverna, kallad flacheri, polyedersjuka eller toppsjuka. Det första namnet beror därpå, att man identifierat denna sjukdom med en sedan gammalt under samma namn känd sjukdom hos silkesmasken; det nyare namnet polyedersjuka är bildad på grund av att små, kantiga korn vid mikroskopisk undersökning visa sig i kroppsvätskan hos sjuka larver. Toppsjuka åter hänsyftar på de sjuka larvernas vana att uppsöka toppen av trädet, där de dör i massa och blir kvarhängande på grenarna i en karakteristisk, dubbelvikt ställning, fasthängande med någon av de mellersta fötterna.
Liksom en del arter parasitsteklar och parasitflugor, vilkas larver lever inuti nunnelarverna och förhindra deras utveckling till fjäril, är toppsjukan den viktigaste faktor, som begränsar och gör slut på en härjning.

## Barrskogsnunnan som skadedjur

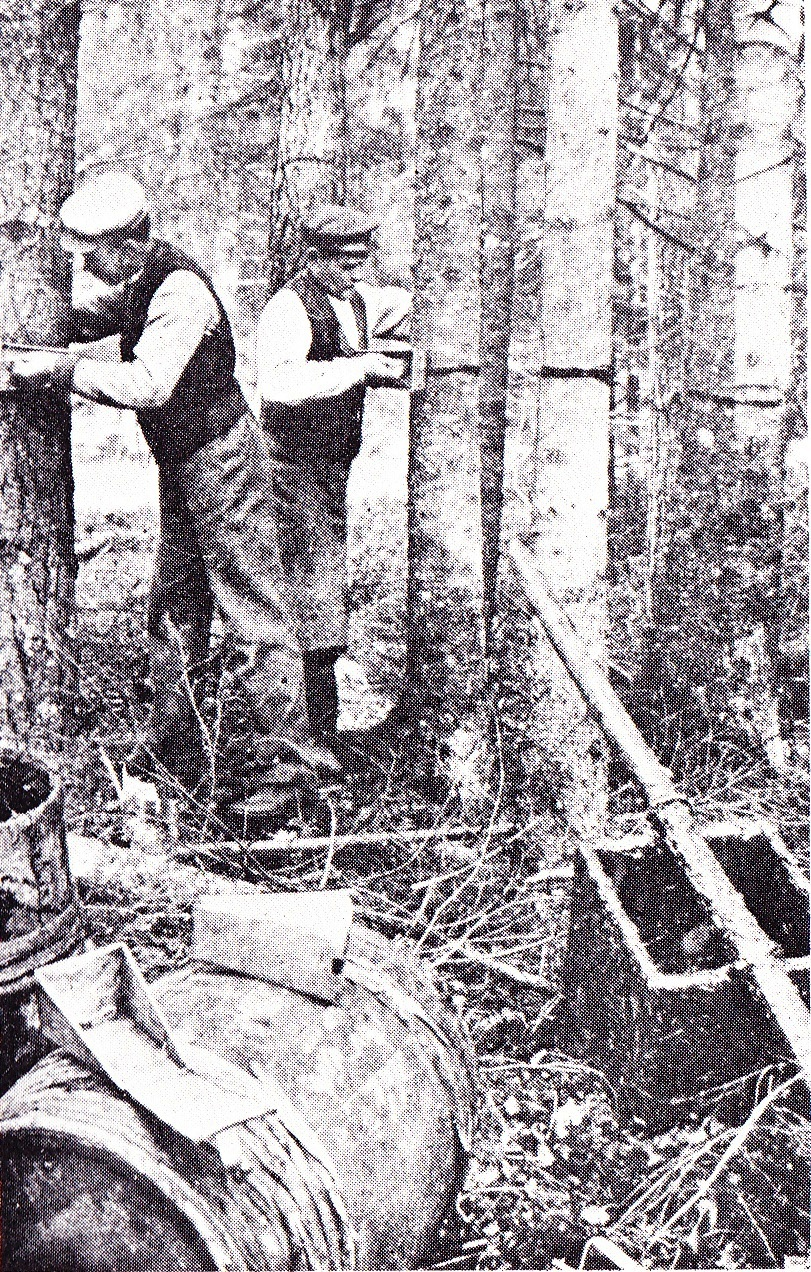
Skogsarbetare lägger limringar på träd för att begränsa nunnefjärilens härjningar i Sverige 1898-1902

Barrskogsnunnan förekommer i Sverige mycket sällsynt och anträffas i regel bara i enstaka exemplar, den finns i alla fall i södra och mellersta delarna av landet. I följd av dess stora sällsynthet trodde man länge, att Sverige skulle undgå sådana förödande skogshärjningar, som i andra länder, exempelvis Tyskland. Denna förhoppning visade sig tyvärr ogrundad, då 1898–1902 en större härjning inträffade i Södermanland och även ett par skogsområden i Östergötland svårt skadades. I Sverige angriper nunnan nästan uteslutande gran, endast på ett par områden visade den sig under den nämnda stora härjningen gå även på tall. I Tyskland är däremot angrepp på tall vanliga, och även lövskogen härjas stundom svårt.
Tidigare bekämpades barrskogsnunnan genom limning av trädstammen men idag avverkas vanligen angripna träd. Vid större förökning av populationen används kemiska eller biologiska försvarsmedel som gifter, bakterier eller parasitsteklar.